# フローライトメモリーズ〜いつかきっと、約束の場所で〜
『フローライトメモリーズ〜いつかきっと、約束の場所で〜』（fluorite memories 〜いつかきっと、やくそくのばしょで〜）は、2011年6月24日にRabbitより発売された18禁美少女アドベンチャーゲームである。なお「fluorite」は「蛍石」の意。

## 概要
（出典：）
Rabbitのブランドデビュー作。日本海に面した島の田舎町を舞台に、主人公とヒロイン達の日常と非日常が絡み合う日々を描く物語である。
作品の企画・ディレクションを担当したかづやによれば、「人が人を想う気持ちの強さや切なさを綺麗に表現することを心がけた」という。

## ストーリー
（出典：）
剣持一弥は幼い頃、両親を亡くした悲しみから、”願いを叶えてくれる”と伝えられる「夏蛍」が棲む池へ通っていた。そんなある日、池で不思議な少女・観琴に出会い、共に過ごす内に少しずつ笑えるようになったが、やがて彼女は遠くへ引っ越していなくなってしまった。そして学園2年生となった夏、観琴が季節外れの転校生として一弥のクラスへやってきて、一弥の新たな日々が動き始めた…。

## 登場人物
（出典：）

### 主人公
剣持 一弥（けんもち かずや）
本作の主人公。狭土ヶ島（さどがしま）の朱鷺乃森（ときのもり）学園2年1組。大人しくなかなか自分を表現できない性格。学園の成績はバッとせず、部活に入っていないので目標も無く暇な毎日を送っている。幼い頃に両親を一度に亡くし、妹の水夏と共に神職の信之助に引き取られて神社に住んでいる。蛍が好きだった母親の形見の石「蛍の涙」を大事に持っている。
7月中旬から最盛期を迎える「夏蛍」が棲む、両親との思い出がある山中の池で、幼い頃に観琴と出会った。この夏に久しぶりに観琴と再会し、とても嬉しく思っている。

### ヒロイン
片瀬 観琴（かたせ みこと）
声 - 草柳順子
学園2年1組。一弥が幼い頃に夏蛍の池で出会った少女。東京から狭土ヶ島へ越してきて、同じクラスへ編入した。ふんわりした笑顔が印象的だが、時におっちょこちょい。これまで引っ越しが多かったため長続きした友達がおらず、一弥との再会をとても喜んでいる。将来は環境保護の仕事に就くのが夢。
剣持 水夏（けんもち みなつ）
声 - 青葉りんご
学園1年1組で一弥の妹。明るく元気な体育会系で、小さい頃から一弥にベッタリ。家事が全くできないため、神社の石段下までの新聞取りを唯一の仕事として命を賭けてこなしている。水泳部所属でプールで泳ぐと速いが、昔クラゲに刺されたトラウマから海には絶対に入らない。部の先輩の智史にはチビ呼ばわりされ、いつも張り合っている。
倉本 和奏（くらもと わかな）
声 - 七ヶ瀬輪
学園3年1組。亡くなった母親の代わりに、倉本家の主婦として家事を一手に引き受けている。おっとり優しく、顔よし・スタイルよし・性格よし・勉強よしの完璧人間。ブラコンで、同居している一弥を弟のようにかわいがっている。サッカーバカの父・信之助には毎日のように厳しいお仕置きを据えており、そのせいか意外にパワーがある。
御坂 柚季（みさか ゆずき）
声 - 金田まひる
学園2年1組。いつも大騒ぎなにぎやかキャラ。プロレス好きで、一弥や智史によく技を仕掛けてくるが、ツインテールの髪が弱点で引っ張られるとおかしな声を上げてしまう。勉強は大の苦手で、補習の常連。「トキ」と名付けた鷺を飼っており（彼女は本当に朱鷺だと思っている）、学園にも連れてきている。父親は柚季が小さい頃に亡くなり、今は母子家庭。家業の喫茶店を手伝っており、意外に料理が得意で、主なレパートリーは中華。
川神 かすみ（かわかみ -）
声 - 楠鈴音
学園2年3組。ローテンションで喜怒哀楽に乏しく、ミステリアスな雰囲気を纏う。これまで学園では目立たない存在だったが、水泳大会の素晴らしい泳ぎで一躍注目を集めた。水泳部からの熱心な勧誘は「自分の好きなように泳ぎたいから」と断ったが、その縁で一弥達とよく遊ぶようになった。家は狭土東商店街の酒屋で、母親の仕込みでビールに詳しい。

### サブキャラクター
雨宮 葉月（あまみや はづき）
声 - 小倉結衣
学園1年1組。水夏と同級生の親友で、同じく水泳部に所属している。おしとやかで優しい雰囲気。かつては人と関わろうとせず孤独に過ごしていたが、一弥と水夏が働きかけて心を開いた。
川神 あすみ（かわかみ -）
声 - かわしまりの
かすみの母親で酒屋の店主。姉御肌だが変わり者で、酒屋のくせに日本酒を売ろうとせず、代わりに自分がはまっているベルギービールを島で流行らせようとしている。信之助とは犬猿の仲。
名護 智史（なご さとし）
声 - 風見トーリ
学園2年1組で一弥の友人。水泳部に所属。いつもにぎやかなお調子者で、和奏に「結婚してください！」と始終言い寄っているが、相手にされていない。意外に勉強はそこそこでき、テスト勉強の時は友人達に頼りにされている。
倉本 信之助（くらもと しんのすけ）
声 - 蘭丸
和奏の父で神社の神主。妻とは死に別れて独身。一弥と水夏の父親と親友だったため、２人を引き取り男手一つで育てた。中身は子どものサッカーバカで、神社の境内で少年達にサッカーを熱心に教えているが、本業の神職はサボリ気味。娘の和奏にはよくお仕置きされ、いつになったら大人になるのかと嘆かれている。
トキ
声 - 越雪光
柚季が飼う鷺。よく学園に連れられている。時に人語に聴こえるおかしな鳴き声で鳴く。
御坂 悠司（みさか ゆうじ）
声 - 越雪光
柚季の父親。柚季が幼い頃に亡くなった。
柚ママ（ゆず -）
声 - 青葉りんご
柚季の母親。喫茶店の店主で、のんびりした性格。

## スタッフ
- 原画 - ねみぎつかさ
- シナリオ - 木村ころや
- 企画 - かづや
- ディレクター - かづや、Mar

## 主題歌
オープニングテーマ「フローライト ドロップス」
作詞：小田ユウ / 作曲：MASAMU / 歌：青葉りんご